# 石川県道196号上安原昭和町線
石川県道196号上安原昭和町線（いしかわけんどう196ごう かみやすはらしょうわまちせん）は、石川県金沢市上安原地区と、同市昭和町を結ぶ一般県道（石川県道）である。

## 路線概要
- 起点：石川県金沢市上安原町539番1地先（＝上安原町交差点・石川県道195号倉部金沢線交点）
- 終点：石川県金沢市昭和町142番地先（＝六枚町交差点・石川県道17号金沢港線（石川県道60号金沢田鶴浜線と重複）、石川県道146号金沢停車場南線交点）

起点は、金沢市西部。現道の起点は、上安原町交差点で、ここより北上し、上安原中央交差点に至る。上安原中央交差点より東に進み、神野2丁目の須天八幡神社前付近で、新道と現道が分かれ東に進む。国道8号と交差し、さらに東へ進み、伏見川橋詰交差点で石川県道197号寺中西金沢線と接続する。石川県道197号寺中西金沢線と重複して、北陸自動車道金沢西IC第2料金所の富山方面出入口付近、国道8号の下をくぐり、古府西交差点を北に折れて進み袋畠交差点に至る。同交差点で石川県道197号寺中西金沢線から東に折れて離れ、示野交差点で再び国道8号と交わる。国道8号と重複して北上し、次の示野中町交差点で東に折れて離れる。その後、出雲町交差点で北に折れた後、出雲町北交差点で再び東に折れ、金沢市立戸板小学校前を通り、木曳川に沿って東に進み、IRいしかわ鉄道線の高架をくぐり、終点の六枚町交差点に至る。
なお、新道部分として、前述の金沢市神野2丁目の須天八幡神社前付近で北上し、同市北塚町の二塚交番前交差点（石川県道25号金沢美川小松線交点）に至るルートもある。

## 歴史
- 1972年（昭和47年）3月21日：路線認定。

## 通過する自治体
- 石川県
  - 金沢市

## 接続道路
- 石川県道195号倉部金沢線（上安原交差点・金沢市上安原町：起点）
- 国道8号（松島町交差点・金沢市松島町）
- 石川県道25号金沢美川小松線（松島東交差点[現道]・金沢市松島町、二塚交番前交差点[新道]・同市北塚町）
- 石川県道197号寺中西金沢線（伏見川橋詰交差点・金沢市古府2丁目）
- 石川県道197号寺中西金沢線（袋畠交差点・金沢市袋畠町）
- 国道8号（示野町交差点・金沢市示野町、示野中町交差点・同市示野中町）
- 石川県道17号金沢港線（石川県道60号金沢田鶴浜線と重複）、石川県道146号金沢停車場南線（六枚町交差点・金沢市昭和町：終点）

## 重複区間
- 石川県道197号寺中西金沢線（伏見川橋詰交差点・金沢市古府2丁目 - 袋畠交差点・同市袋畠町）
- 国道8号（示野町交差点・金沢市示野町 - 示野中町交差点・同市示野中町）